# Austroglanis gilli
The clanwilliam rock-catfish (Austroglanis gilli) là một loài cá thuộc họ Bagridae. Nó là loài đặc hữu của Nam Phi.